# Sagarmatha (strefa)
Sagarmatha (nep. सगरमाथा अञ्चल) – jedna ze stref w regionie Purwańćal, w Nepalu. Stolicą tej strefy jest miasto Radźbiradź. Nazwa strefy pochodzi od Mount Everestu, którego nepalska nazwa to Sagarmatha. Znajduje się tu też Park Narodowy Sagarmatha.
Sagarmatha dzieli się na 6 dystryktów:
- Dystrykt Khotang (Diktel),
- Dystrykt Okhaldhunga (Okhaldhunga),
- Dystrykt Saptari (Rajbiraj),
- Dystrykt Siraha (Siraha),
- Dystrykt Solukhumbu (Salleri),
- Dystrykt Udayapur (Gaighat).